# Jean-Paul Marat
Jean Paul Marat (francosko: [ʒɑ̃pɔl maʁa]; 24 May 1743 – 13 July 1793), je bil francoski teoretik, znanstvenik in fizik. Bil je najbolje poznan kot vsestranski novinar iz časov francoske revolucije. Priznan je bil predvsem zaradi svojega ostrega tona in vztrajnosti. Nasprotoval je takratnim voditeljem in se zavzemal za pravice francoskega prebivalstva, hkrati pa je bil goreč zastopnik nižjega in srednjega sloja, oziroma tako imenovanih 'sans-culottes'. V svoja uporniška besedila je vključeval tudi ideje razsvetljencev (Montesquieu, Jean-Jacques Rousseau) ter jih objavljal v časopisih in letakih. Eno izmed njegovih najpomembnejših del, v katerem je zagovarjal ljudstvo, L'Ami du peuple (Prijatelj ljudstva), pa ga je neuradno povezovalo z republikansko skupino jakobincev, ki je na oblast prišla junija leta 1793.
13. julija leta 1793 ga je umorila Charlotte Corday, po smrti pa je Marat postal ikona jakobincev.

## Zgodnje življenje in izobrazba
Jean Paul Marat se je rodil v Boudryju, 24. maja leta 1743. Pri šestnajstih letih je zapustil svoj dom in se odpravil po svetu. Najprej je živel v Bordeauxu, se po dveh letih preselil v Pariz in tam študiral medicino. Leta 1765 se je preselil v London, kjer je objavil več filozofskih spisov, političnih teorij in kritik. Okoli leta 1770 je v Newcastlu objavil svoje prvo politično delo Chains of Slavery, s pomočjo katerega je dobil članstvo v patriotskih skupinah v mestih Tweed, Newcastle in Carlisle.
Kljub temu, da ni imel nobenih uradnih kvalifikacij, je bil poznan kot zelo učinkovit zdravnik, nekaj časa pa je delal celo za bodočega kralja Karla X. 
Pred dokončno selitvijo v Pariz leta 1776, je Marat objavil še Enquiry into the Nature, Cause, and Cure of a Singular Disease of the Eyes.

## Dela
Jean Paul Marat se je v svojem življenju ukvarjal tako s politiko kot z znanostjo. Kakorkoli, leta 1789 je ob sklicu generalnih stanov popolnoma opustil znanstveno kariero in se posvetil samo še politiki. Na njegova dela je imelo zelo velik vpliv delo Abbé Sieyèsa  »Qu'est-ce que le Tiers État?« (What is the Third Estate?).
Prvo pomembno delo, ki ga je Marat objavil je bilo »Recherches Physiques sur le Feu« (Research into the Physics of Fire) in je izšlo leta 1780. V njem je predstavil kar 166 eksprimentov ki so domnevno dakazovali, da ogenj ni snov ampak zgolj vroč zrak. S tem je sprožil polemiko in se tudi zameril veliko sodobnikom, med drugim takrat vodilnemu na področju kemije Lavoiserju. 

### Naravoslovna dela
Pomembni znanstveni deli sta tudi »Recherches Physiques sur l'Électricité« (Discoveries on Light) ter »Découvertes sur la Lumière« (Research on the Physics of Electricity). V slednji je ovrgel kar nekaj Newtonovih idej, ki je bil takrat v fiziki neoporečna avtoriteta. Ena glavnih idej v tem delu je na primer ta, da razpad bele svetlobe na barve ni posledica loma temveč uklona.

### Predrevolucijska dela
S sklicem generalnih stanov se je Jean Paul Marat posvetil izključno politiki in tako Januarja 1789 objavil »Offrande à la Patrie« ("Ponudba narodu"), ki se je dotaknila nekaterih istih točk kot znameniti Abbé Sieyès »Qu'est-ce que le Tiers État?« ("Kaj je tretji stan?"). Temu je sledil "Supplément de l'Offrande" marca, julija pa je sledil na tedanjo politiko vplivno delo »La Constitution, ou Projet de déclaration des droits de l'homme et du citoyen«.
Njegovo delo, ki se tudi oklepa politike in po katerem je nedvomno tudi najbolj znan, je izšlo leta 1789 z naslovom L’Ami du Peuple (Prijatelj ljudi). 
12. septembra 1789 je Marat začel izdajati svoj časopis, z naslovom »Publiciste parisien«, preden je štiri dni pozneje spremenil ime v »L'Ami du peuple«. S tega položaja je pogosto napadal najbolj vplivne in močne skupine v Parizu, vključno z Ustavno skupščino ter ministri in tudi zahteval, da so plemiči izključeni iz skupščine. Zaradi svojih agresivnih napadov na popularnega ministra za finance Jacques Neckerja, je bil skoraj aretiran in je bil prisiljen pobegniti v London. Maja se je vrnil v Pariz, da bi nadaljeval z izdajo »L'Ami du peuple« in junija 1790 na kratko vodil drugi časopis pod imenom »Le Junius français«, imenovan po zloglasnem angleškem kritiku Juniusu. Marat se je pri izdaji časopisov soočil tudi s problemom ponarejevalcev, ki so izdajali ponarejene različice »L'Ami du peuple«, zaradi česar je kasneje pozval k policijskemu posredovanju, ki je bilo uspešno in je tako Jean Paul Marat ostal edini avtor tega časopisa.
Maratov časopis, ki je bil napisan samostojno in je bil objavljen večkrat na teden, je bil na splošno zelo priljubljen pri delavcih v Parizu. Vsaka izdaja je tudi trdila, da bo izpostavila nek škandal ali zaroto; vsaka kopija je sprožila nov napad na zaznane sovražnike ljudi.

### Narodni konvent
Marat je bil septembra izvoljen v nacionalno konvencijo kot eden izmed 26 pariških poslancev, čeprav ni pripadal nobeni stranki. Ko je bila Francija 22. septembra razglašena za republiko, je Marat preimenoval v »L'Ami du peuple« v  »Le Journal de la République française« (Vestnik Francoske republike). Takrat je že odkrito nasprotoval žirondistom, nasprotovanje pa se je še povečalo, ko je bil Ludvik XVI. obsojen na smrt in giljotiniran. Proti njim je celo zahteval uporabo nasilja, kar je tudi vodilo v njegovo aretacijo in kasneje smrt.

## Smrt
Na začetku junija leta 1793 se je moral Marat zaradi poslabšanja svoje kožne bolezni umakniti iz javnosti (večino časa je preživel v domači kadi) in je s pisanjem nadaljeval doma. Ker je javno nasprotoval Žirondincem, ki so bili takrat na oblasti, si je nabral veliko sovražnikov. Vse to je vodilo do njegovega umora v kadi, 13. julija 1793.